# Amastus argillacea
Amastus argillacea là một loài bướm đêm thuộc phân họ Arctiinae, họ Erebidae.